# Diplycosia penduliflora
Diplycosia penduliflora är en ljungväxtart som beskrevs av Otto Stapf. Diplycosia penduliflora ingår i släktet Diplycosia och familjen ljungväxter. Inga underarter finns listade i Catalogue of Life.